# Zavare
Zavare o Zavareh (persa: زواره, romanitzat com Zavāreh, Zavâre, Zavvāreh, Zūrāvar, Zawara; també coneguda com a Īstgāh-ye Zavār) és una ciutat de l'Iran, capçalera d'un dihistan (districte o cantó) al comtat d'Ardestan (o Ardistan) de la província d'Esfahan. El 1951 tenia 5.400 habitants, el 1996 eren 7.710, i al cens del 2006 tenia 7.806 habitants. Està situada al nord-est de la província propera al desert central de Dasht-i Kawir. El seu nom deriva de Zavareh, germà de Rostam, l'heroi mític iranià.
Hauria tingut un temple de foc en època sassànida i després va conèixer certa prosperitat sota seljúcides i il-kànides. La mesquita Masjid-i Pa Minar data del 1068/1069 en temps d'Alp Arslan; la mesquita del divendres és de 1135.